# 尾崎放哉

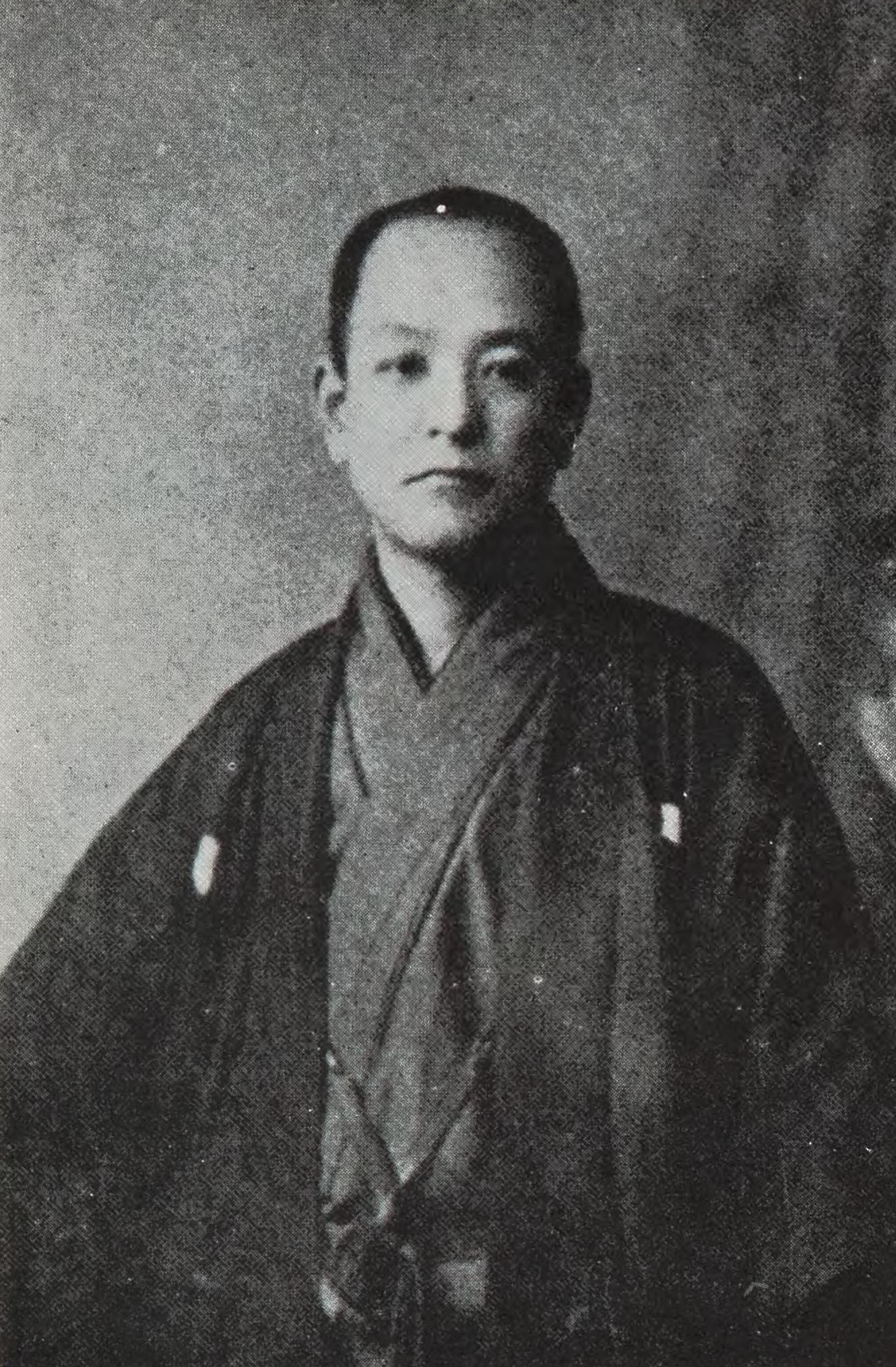
尾崎放哉

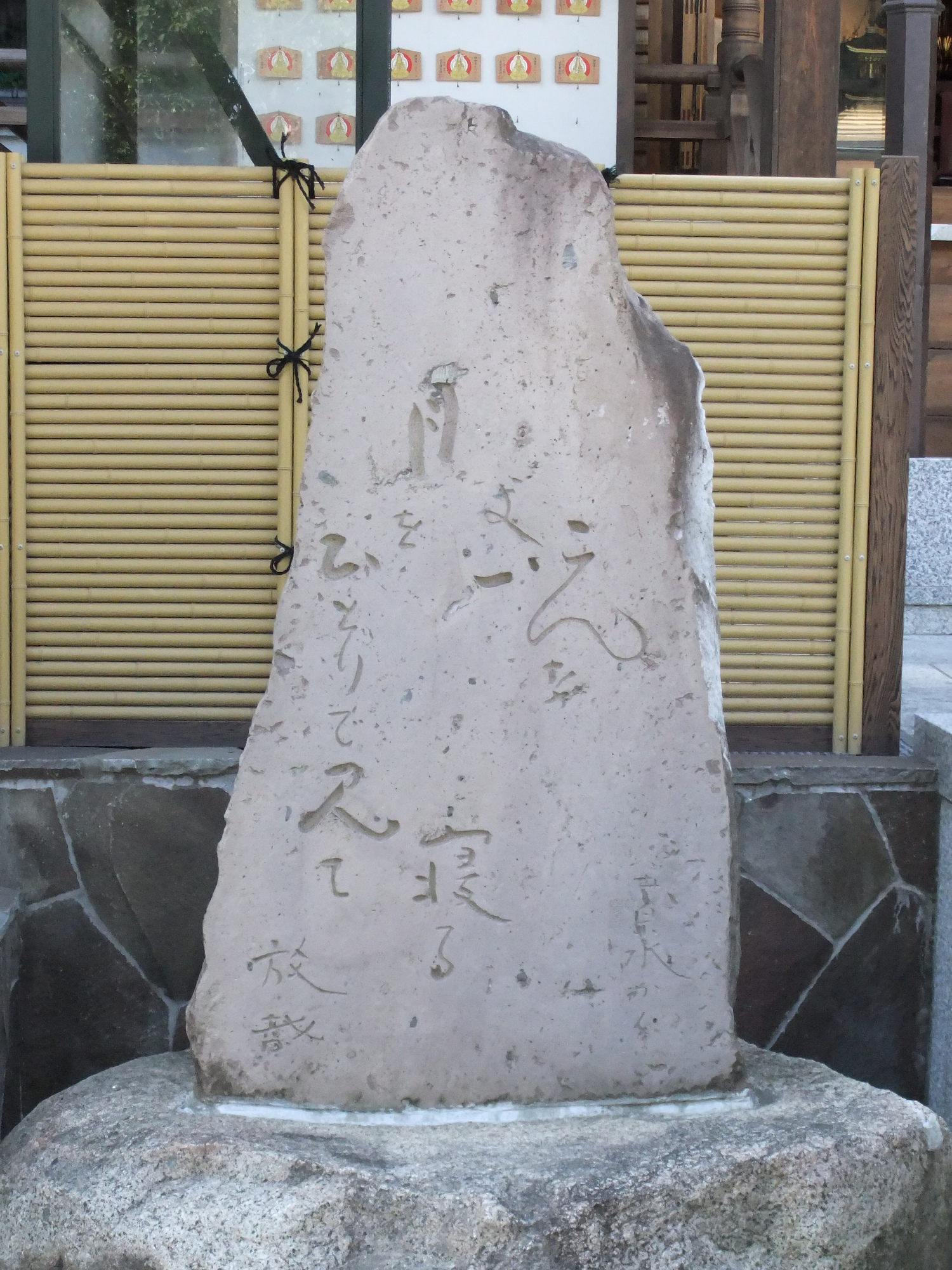
放哉の碑「こんなよい月をひとりで見て寝る」（神戸市・須磨寺大師堂）

尾崎 放哉（おざき ほうさい、本名：尾崎 秀雄〈おざき ひでお〉、1885年〈明治18年〉1月20日 - 1926年〈大正15年〉4月7日）は、日本の俳人。『層雲』の荻原井泉水に師事。種田山頭火らと並び、自由律俳句のもっとも著名な俳人の一人である。
鳥取県鳥取市出身。大正15年、4月7日（大学時代の恩師・穂積陳重と同日）に南郷庵で死去。死因は癒着性肋膜炎合併症、湿性咽喉カタル。

## 概略
種田と並ぶ「自由律俳句の雄」。活動の場を荻原の主宰する『層雲』に求め、僧形に身をやつし、貧窮のうちに病没した点でも共通している。 
一高俳句会に属し、東京帝国大学法科大学（現・東京大学法学部）在学中も『ホトトギス』や『國民新聞』に投句していたが、いずれも定型律で、ほどなく句作からも離れた。東大同期では、関西配電（現：関西電力）初代社長になる田邊隆二、難波誠四郎、二村光三がおり、4人で一緒に東京で家を借り、鉄耕塾という名で同居生活を送る。
東京帝大卒業後、東洋生命保険（現・朝日生命保険）に就職し、大阪支店次長を務めるなど出世コースを歩んだ。しかし、同僚からは「石頭の我利ガリ亡者」と陰口を叩かれる（あるいは、そういう被害妄想に苛まれる）など社内では孤立。そんな頃、一高時代の俳句仲間・荻原井泉水が『層雲』誌上で自由律俳句を提唱。放哉は「水を渇望して与えられたときのように、井泉水の主張をむさぼり読んだ」。
1915年12月、最初の句が『層雲』に掲載され、翌年からは層雲社例会にも参加。一方、私生活は跛行を極め、同年、東洋生命保険を退職し、鳥取に帰郷。1922年、一高以来の親友である難波誠四郎の紹介で新創設の朝鮮火災海上保険株式会社の支配人として京城に赴任。しかし、飲酒が原因で翌年には免職となり、2か月間の入院生活も経験。帰国後、無所有を信条とする一燈園に住まい、俳句三昧の生活に入る。その後、寺男となって糊口をしのぎながら、最後は小豆島の庵寺で極貧のなか、ただひたすら自然と一体となる安住の日を待ちながら俳句を作る人生を送った。癖のある性格から周囲とのトラブルも多く、気ままな暮らしぶりから「今一休」と称された。
代表的な句に「咳をしても一人」があり、「人間の絶対孤独を詠った」（伊丹三樹彦）「粉飾をこそぎおとして骨ばかりになった俳句」（秋山清）などの評がある。
終焉の地・小豆島には尾崎放哉記念館があり、隣接する西光寺奥の院に放哉の墓がある。

## 年譜

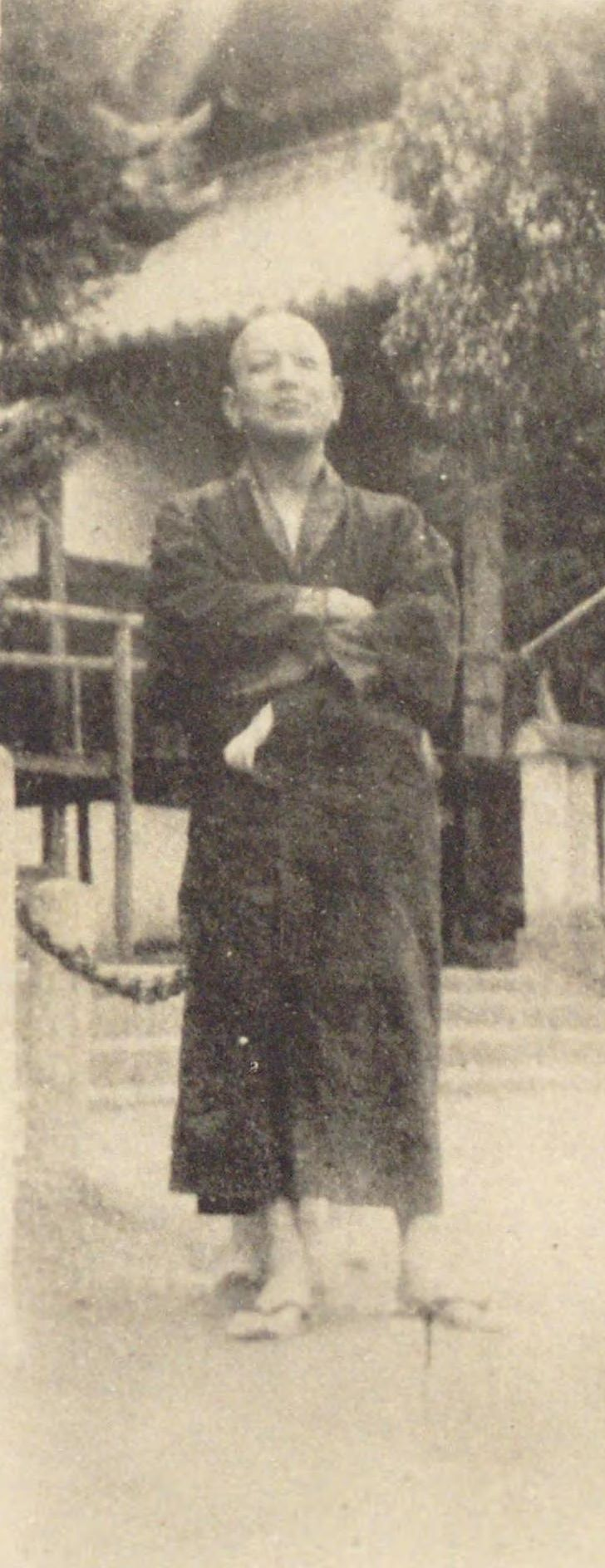
尾崎放哉

- 1885年 - 1月20日、鳥取県邑美郡吉方町（現・鳥取市吉方町）に、鳥取県の士族で鳥取地方裁判所の書記官・尾崎信三の次男として生まれる[8]。翌年、一家は法美郡立川町（現・鳥取市立川町）へ転居。
- 1897年 - 鳥取県尋常中学校（現・鳥取県立鳥取西高等学校）入学[8]。
- 1899年 - この頃より俳句を作り始める。
- 1900年 - 鳥取県第一中学校の校友会雑誌『鳥城』に俳句・随想・短歌を発表[8]。
- 1901年 - 友人らと『白薔薇』を発行[8]。
- 1902年 - 3月、鳥取県第一中学校卒業。9月、第一高等学校法科に入学[8]。夏目漱石に英語を習い、漱石に傾倒する。
- 1903年 - 一高俳句会に参加し荻原井泉水を知る[8]。
- 1905年 - 7月、第一高等学校を卒業。9月、東京帝国大学法科大学に入学。いとこの澤芳衞に求婚、親類の反対のため断念[8]。ホトトギスに投句、入選。
- 1907年 - 根津神社で開かれた一高俳句会に出席。「放哉」の号を使う[8]。
- 1909年 - 東京帝国大学法科大学政治学科を卒業[8]。通信社に入社。
- 1910年 - 東洋生命保険に就職[8]。契約課に所属。
- 1911年 - 坂根馨と結婚[8]。
- 1913年 - 契約係長となる。
- 1914年 - 東洋生命保険大阪支店次長として赴任[8]。
- 1915年 - 東京本社に帰任する。『層雲』12月号に初めて句が掲載される[8]。
- 1916年 - 東洋生命を退社[8]。
- 1922年 - 新創設の朝鮮火災海上保険株式会社の支配人として京城に赴任[8]。
- 1923年 - 5月または6月ごろ、免職される[8]。7月末、満洲に赴き再起を期すも、8月末より肋膜炎のため満鉄病院に約2か月入院[8]。10月、大連より帰国。11月、馨と別れて京都鹿ヶ谷の一燈園に入る[8]。

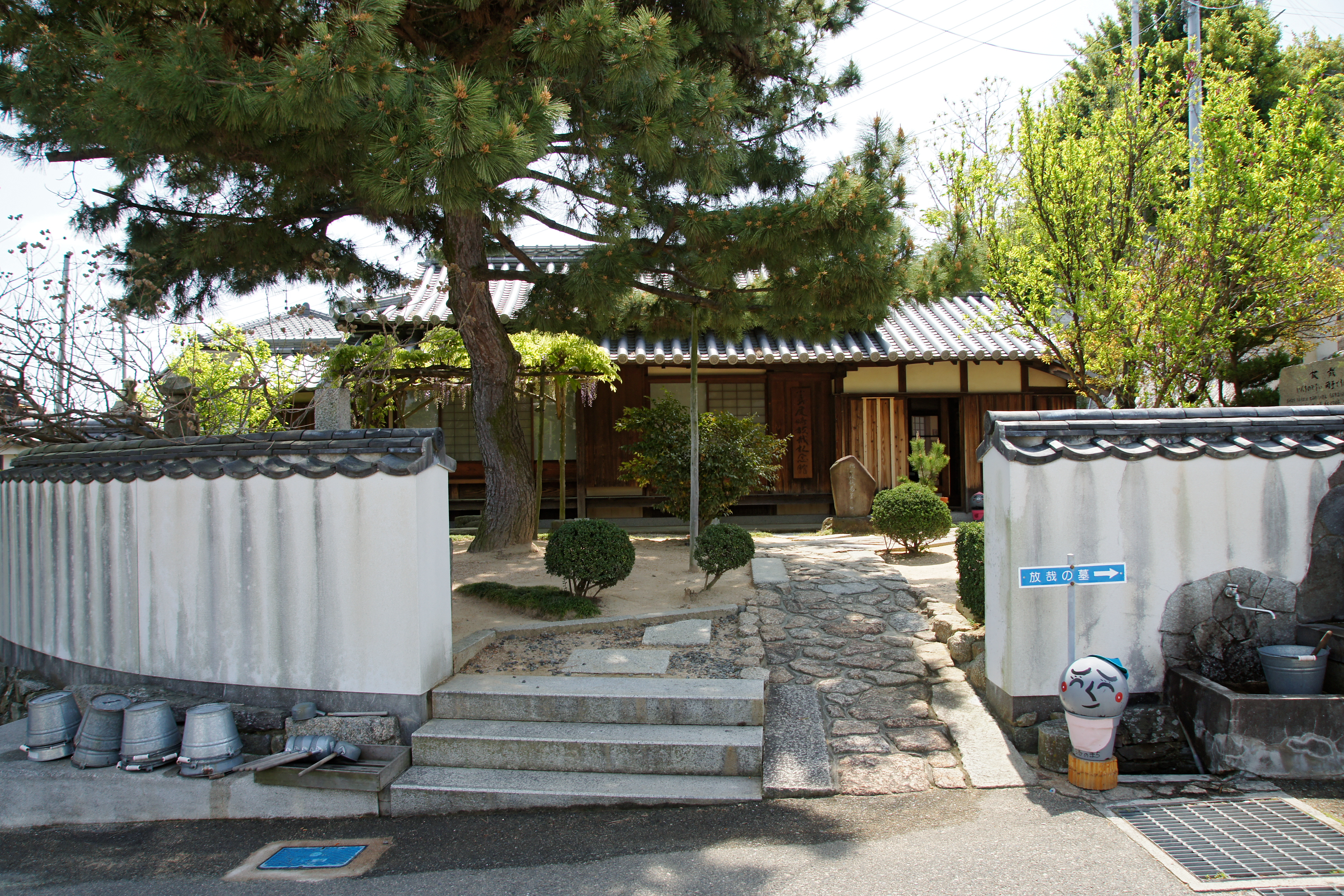
終焉の地「南郷庵」
（現小豆島尾崎放哉記念館）

- 1924年 - 3月、知恩院（京都市東山区）塔頭常称院の寺男となる。1か月ほどで同寺を追われ、6月、須磨寺（神戸市須磨区）大師堂の堂守となる[8]。この頃から自由律俳句に磨きがかかる。
- 1925年 - 3月、須磨寺を去る。5月、常高寺（福井県小浜市）の寺男となる。7月、常高寺を去り京都の荻原井泉水の仮寓に身を寄せる。8月、井泉水の紹介で、小豆島霊場第五十八番札所、西光寺（香川県小豆郡）奥の院の南郷庵に入庵[8]。
- 1926年 - 『層雲』1月号より『入庵雑記』連載開始。4月7日、南郷庵に死す（大学時代の恩師・穂積陳重と同同日[1]）。享年41。死因は癒着性肋膜炎の合併症、湿性咽喉カタル。戒名は大空放哉居士[8]。

## 人物・エピソード
- 季語を含まず、五・七・五の定型に縛られない自由律俳句の代表的俳人として、種田山頭火と並び称される。旅を続けて句を詠んだ動の山頭火に対し、放哉の作風は静の中に無常観と諧謔性、そして洒脱味に裏打ちされた俳句を作った。
- 性格は偏向的であり、自身が東京帝国大学法科大学を出ていながら、他の法学部卒業生を嫌うという矛盾した性格を持つ。また酒を飲むとよく暴れ、周囲を困らせたという。
- 唯一の句集として、死後、荻原井泉水編『大空〔たいくう〕』（春秋社、1926年6月）が刊行された。
- 放哉の伝記的小説を書いた吉村昭によると[9]、性格に甘えたところがあり、酒がやめられず、勤務態度も気ままなため、会社を退職に追い込まれたという[9]。妻に「一緒に死んでくれ」と頼んだこともあり、呆れた妻は放哉のもとを去り、保険会社の寮母として生涯を送った[9]。放哉は寺男などを転々とし、小さな庵と海のある場所に住みたいという理由から、晩年の8か月を小豆島の西光寺奥の院で寺男として暮らしたが、島での評判は極めて悪かった[9]。吉村が1976年に取材のため島を訪ねたとき、地元の人たちから「なぜあんな人間を小説にするのか」と言われたほどで、「金の無心はする、酒癖は悪い、東大出を鼻にかける、といった迷惑な人物で、もし今彼が生きていたら、自分なら絶対に付き合わない」と、吉村自身が語っている[9]。それでも、島の素封家で俳人の井上一二（いのうえいちじ）と寺の住職らが支援し、近所の主婦が下の世話までして臨終まで看取った[9]。吉村の小説『海も暮れきる』は、海が好きだった放哉にちなんで、放哉の句「障子あけて置く海も暮れきる」から取ったもの[9]。

## 代表句

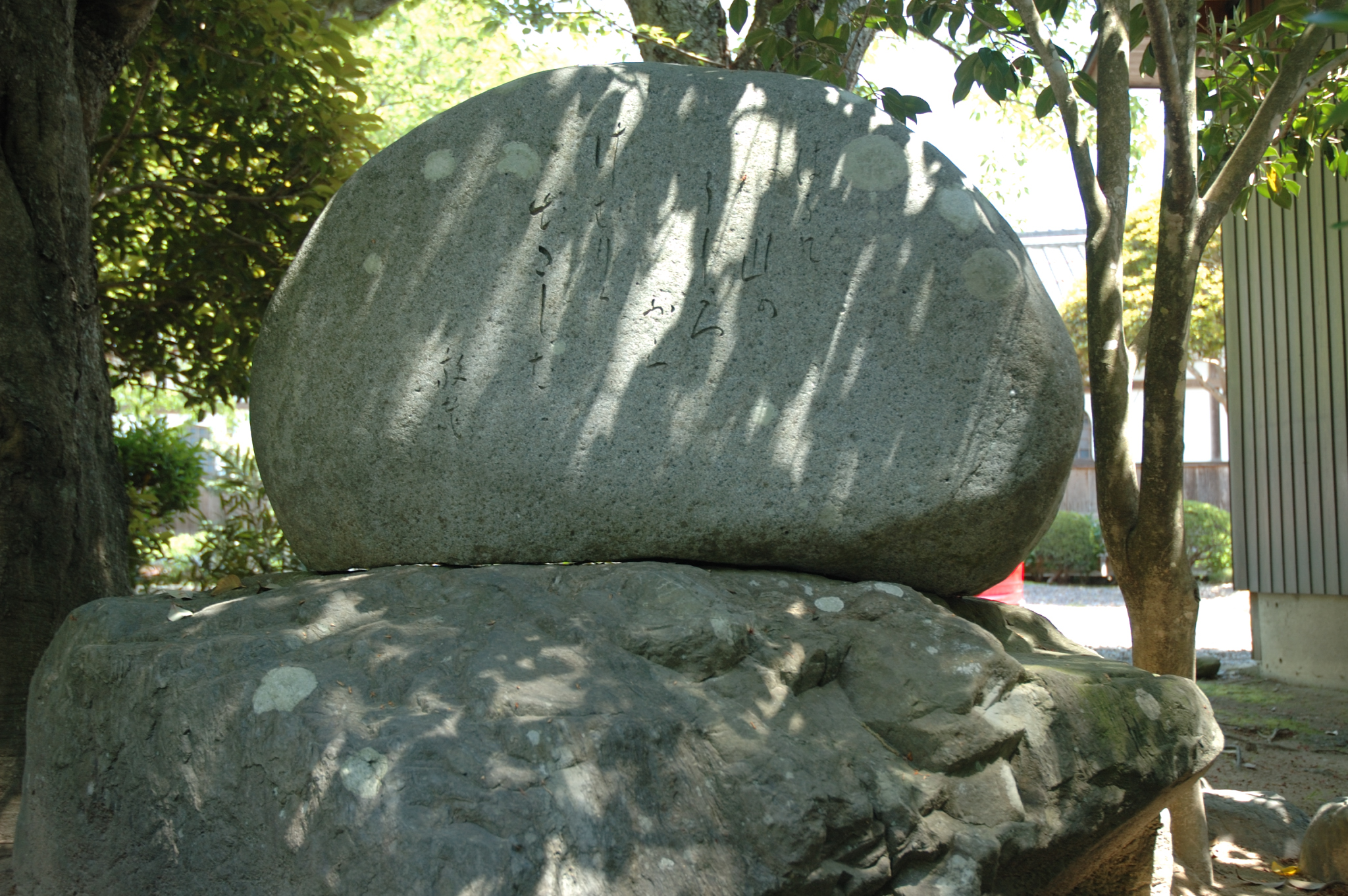
鳥取市・興禅寺

有名な句を以下に挙げる。
- 咳をしても一人
- 墓地からもどって来ても一人[10]
- 墓のうらに廻る
- 足のうら洗えば白くなる
- 肉がやせてくる太い骨である
- いれものがない両手でうける
- 考えごとをしている田螺が歩いている
- こんなよい月を一人で見て寝る
- 一人の道が暮れて来た
- 昼の蚊たたいて古新聞よんで
- すばらしい乳房だ蚊が居る[11]
- 月夜の葦が折れとる
- 淋しい寝る本がない
- 海風に筒抜けられて居るいつも一人
- 爪切ったゆびが十本ある[10]
- 春の山のうしろから烟が出だした（辞世）

## 尾崎放哉を描いた作品
- 吉屋信子『底のぬけた柄杓 憂愁の俳人たち』 新潮社 1964年
- 吉村昭『海も暮れきる』 講談社 1980年 / 講談社文庫 1985年
  - 『海も暮れきる〜小豆島の放哉〜』として1985年にテレビドラマ化（NHK松山放送局制作）。橋爪功が放哉を演じた[12]。
- 清家雪子『月に吠えらんねえ』 講談社 小豆ちゃん
- DMM GAMES『文豪とアルケミスト』

## 著作新版
- 『尾崎放哉随筆集』講談社文芸文庫、2004年。村上護解説
- 『尾崎放哉句集』岩波文庫、2007年。池内紀編
- 『尾崎放哉全句集』ちくま文庫、2008年。村上護編